# Лесницкий замок
Лесницкий замок (пол. Zamek w Leśnicy, нем. Schloss Lissa) — древний замок и княжеская резиденция в Леснице, когда-то отдельном городе, а ныне — местности в городе Вроцлаве в Польше.

## История
Замок, вероятно, возник как небольшой оборонительный пункт в 1132 году. Каменный замок, упоминание о котором датируется 1271 годом, построил здесь Болеслав I Долговязый или его сын Генрих I Бородатый. Собственно первый из них — вроцлавский князь Болеслав I Долговязый умер в замке в ночь с 7 на 8 декабря 1201 года. Согласно его завещанию, замок должен был перейти во владение цистерцианцев из Любёнжского аббатства. Однако его сын Генрих I Бородатый оставил замок себе, мотивируя это необходимостью иметь резиденцию во время частых путешествий между Вроцлавом и Легницей. После смерти Генриха VI Доброго, последнего вроцлавского князя, замок и все княжество вошли в состав Чешского королевства.
После того, как чешский король Ян I Слепой, в 1339 году, продал Лесницу (на то время отдельный город) вместе с замком, вроцлавском мещанину Гиско де Ресте, тот стал его усадьбой. В период с 1339 по 1412 годы замок несколько раз менял владельцев (братья фон Ситтен, Петер Ригер, Отто фон дер Нисе, Николаус Клетендорф). В 1348 году в нем останавливался император Священной Римской империи Карл IV. В 1412 году замок выкупил вроцлавский патриций Михаэль Банке, который в 1420 году, с разрешения короля, построил здесь новый каменный оборонительный замок, состоящий из двух домов и башни и окруженный рвом. Однако уже вскоре замок был разрушен: сначала в 1428 году войсками гуситов, а в 1459 году — мещанами Вроцлава, которые опасались, что его могут захватить войска Йиржи из Подебрад. В 1494 году замок перешел в собственность рода фон Хёрниг. После бездетной смерти Людвик Ягеллонского в 1526 году Чехия перешла под власть Габсбургов.
В 1563 году в замке останавливался император Священной Римской империи Максимилиан II Габсбург. В 1610 году на месте предыдущего замка Генрих фон Хёрниг построил новую укрепленную роскошную родовую усадьбу. В 1611 году замок посетил чешский король Матвей Габсбург, который позже тоже стал императором Священной Римской империи. Замок был уничтожен в 1633 году, во время Тридцатилетней войны. В 1651 году замок приобрел Гораций фон Форно, род которого владел замком (с кратким перерывом в начале XVIII века) до 1733 года, когда его выкупил орден крестоносцев с красной звездой. В 1735—1740 годах, под руководством архитектора Кристофа Хакнера, замок был перестроен в стиле барокко, при этом были соединены существующие два крыла в один корпус с сохранением интерьеров.
В 1742 году замок приобрел барон Фердинанд фон Мудрах, который в 1752—1757 годах реконструировал интерьер в стиле рококо.В 1761 году замок перешел в собственность рода фон Мальцанов. Во время Наполеоновских войн в замке размещались французские и баварские войска (1806—1807), принц Жером Бонапарт (1808), маршал Мишель Ней (1813). В 1836 году замок и имение приобрел Карл фон Вилих унд Лоттум, который в следующем году сделал его частью семейной ординации. В 1841 году имение унаследовал его сын — Герман Фридрих, а впоследствии его сыновья: Мориц (1849—1876) и Вильгельм (1876—1907). Наконец замок унаследовала третья дочь Вильгельма Виктория фон Вилих унд Лоттум (умерла в 1933 году), а ее муж Людольф фон Вилих унд Лоттум, последний владелец замка, умер, не оставив потомков 20 марта 1944 года. Во время Второй мировой войны замок не был поврежден, зато позже был разграблен.
После Второй мировой войны замок стоял заброшенным в 1945—1953 годах, а в 1953 году пострадал от пожара. Во время восстановления и приспособления к потребностям дома культуры в 1959—1963 годах были уничтожены оставшиеся после пожаров интерьеры. В 1962 году замок был внесен в реестр памятников. В 1974 году начался ремонт подвалов и казематов.

## Современность
В 1995 году осуществлен ремонт фасадов. Сейчас в замке размещается Центр культуры «Замок», который является учреждением культуры города Вроцлава.

## Архитектура
Замок является кирпичным, оштукатуренным, двускатным, трехэтажным зданием с подвалами. Его окружают ров и бастеи фортификации с амбразурами, образующие террасы. В подвалах находятся реликты замка 1271 года.

## Галерея

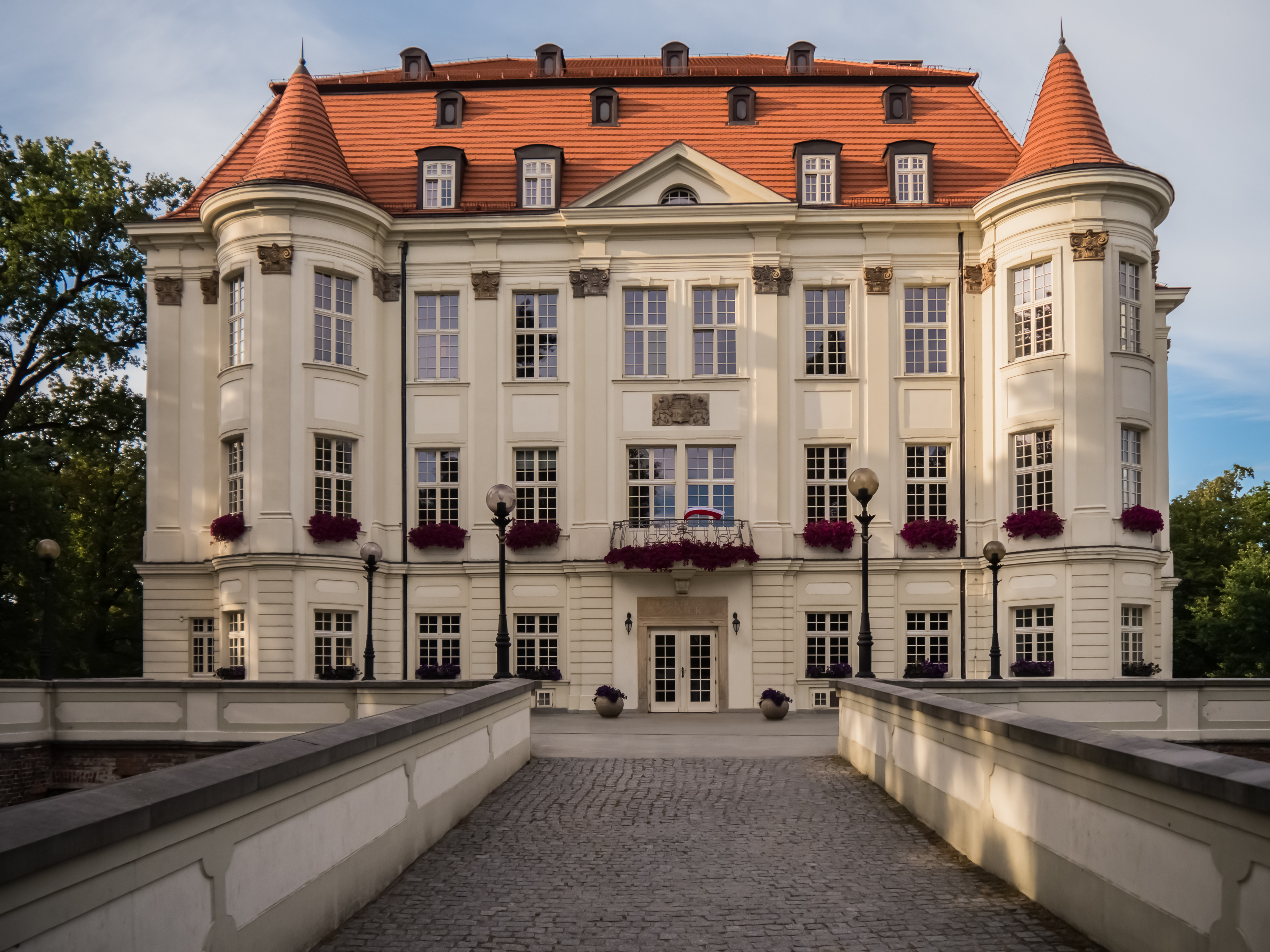
Вид замка
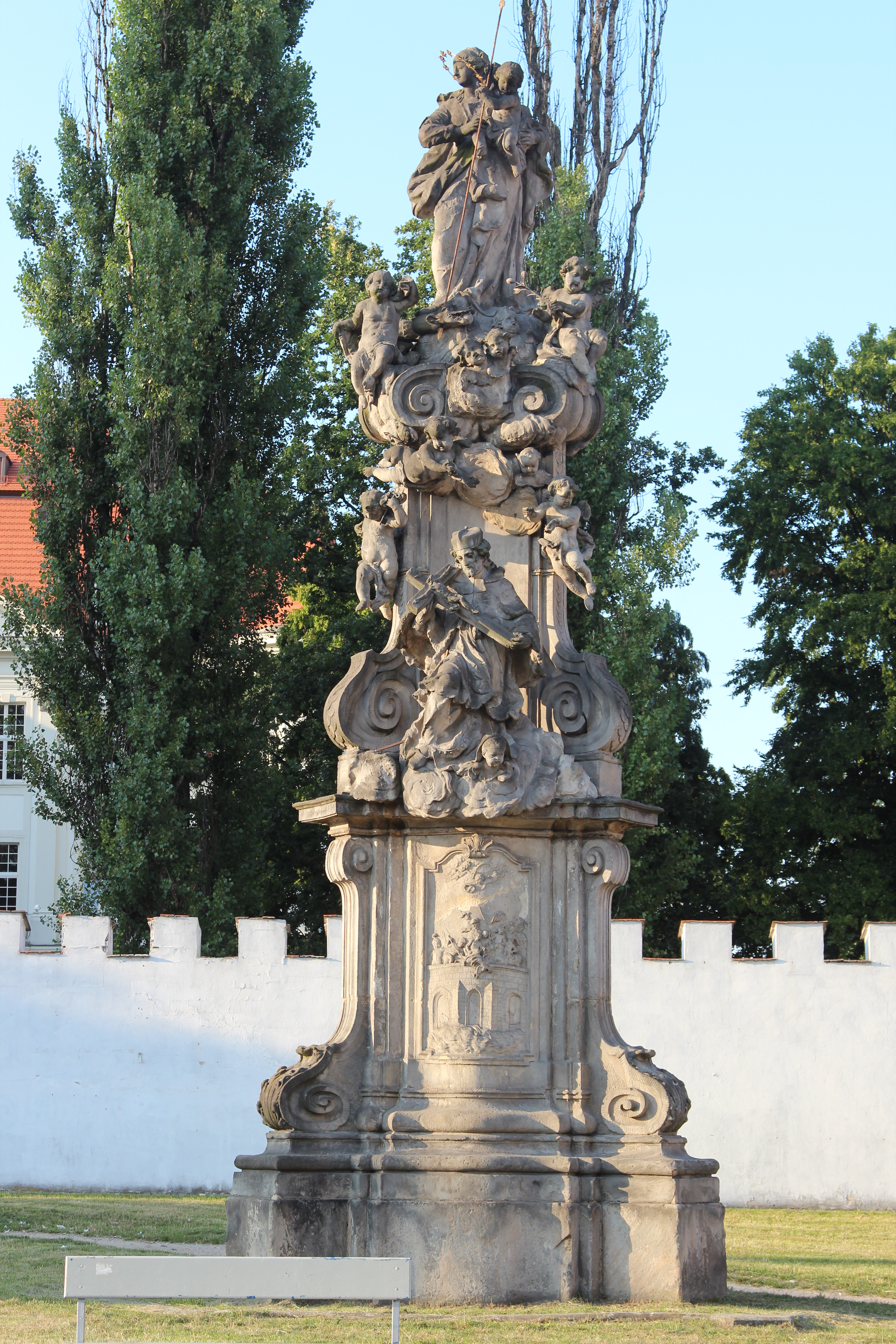
Статуя Пресвятой Марии с Ребенком и Святого Яна Непомука возле замка
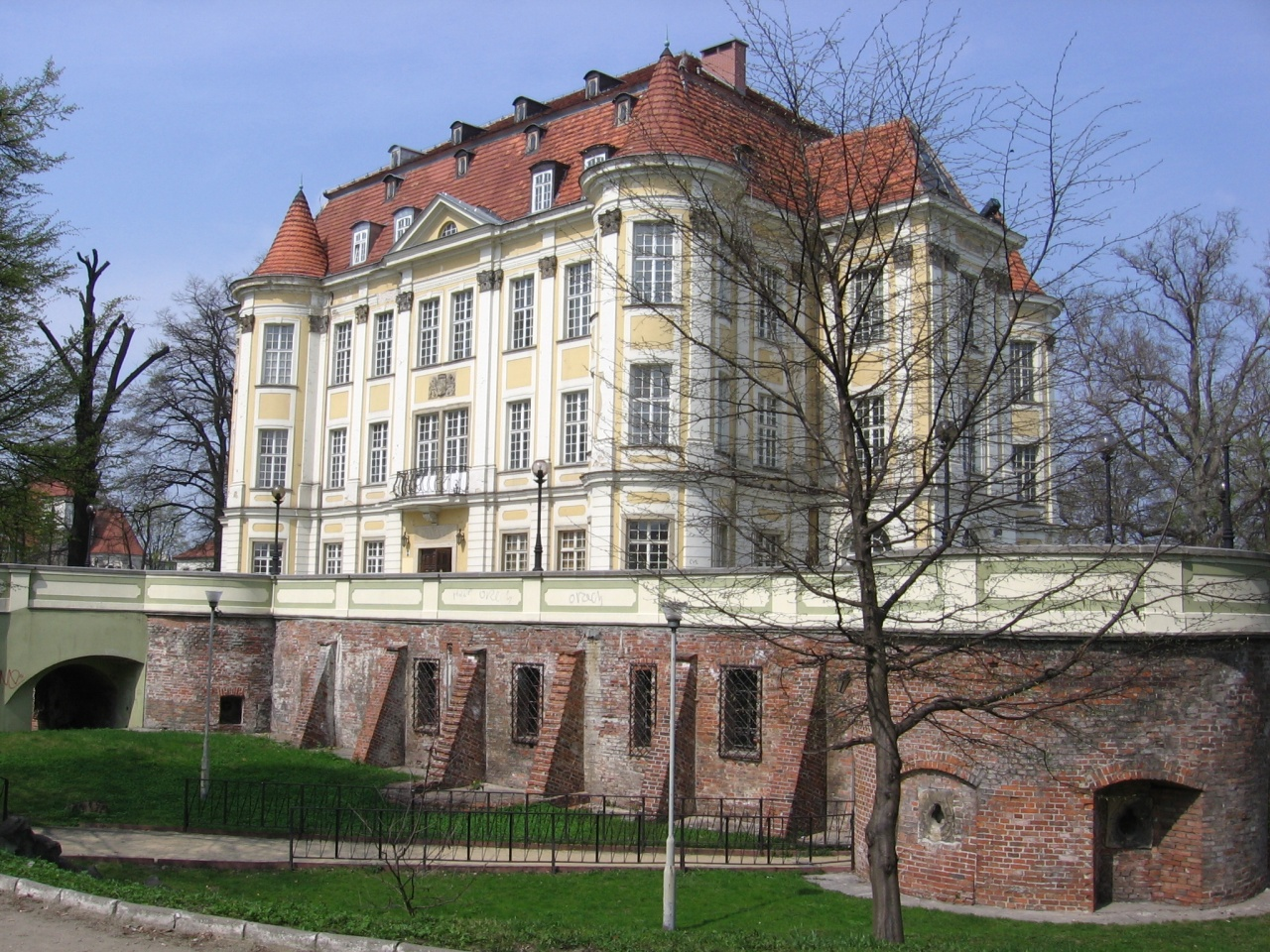
Вид замка с бастеями